# パードヴァのドゥオーモ

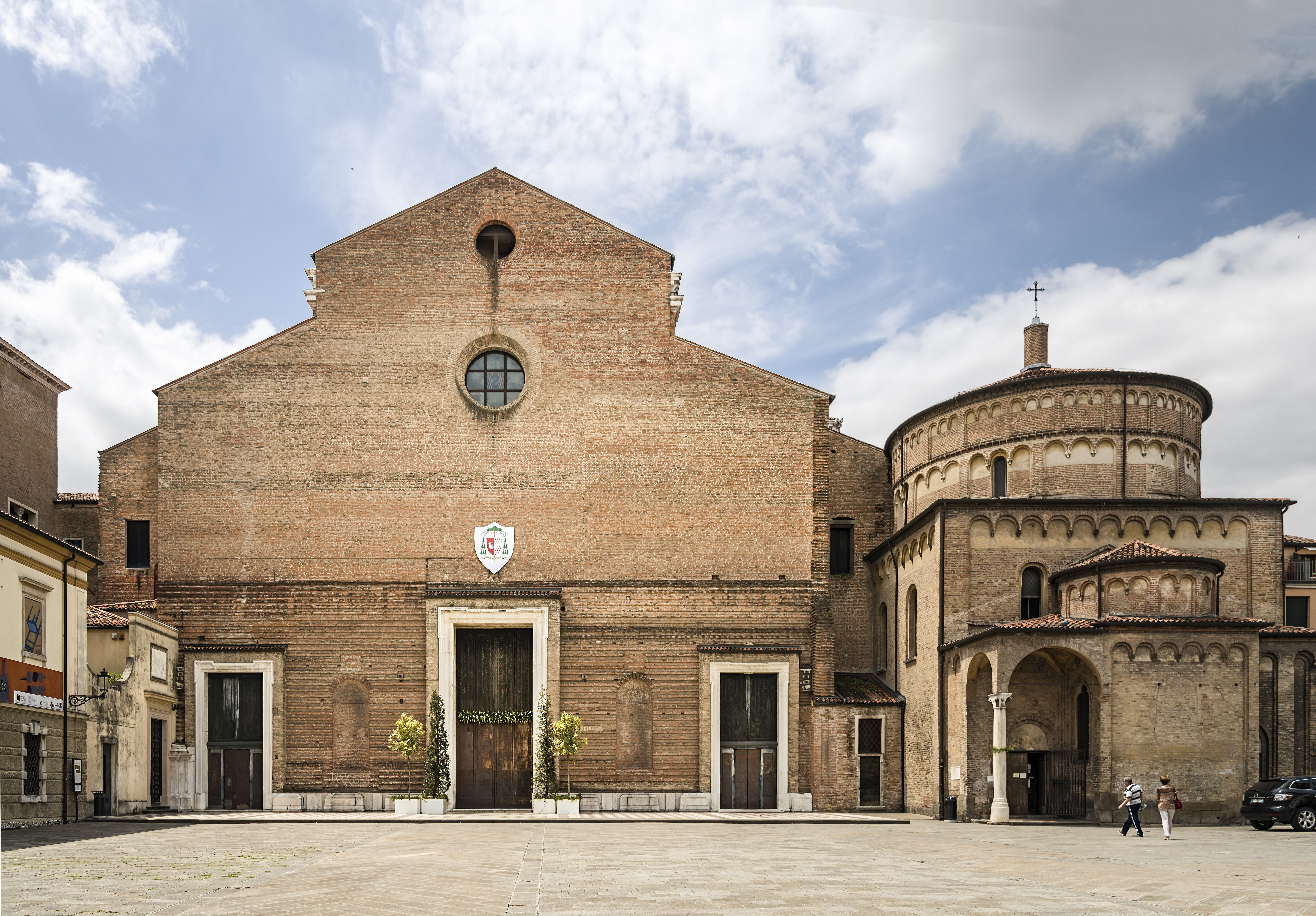
ドゥオーモと洗礼堂

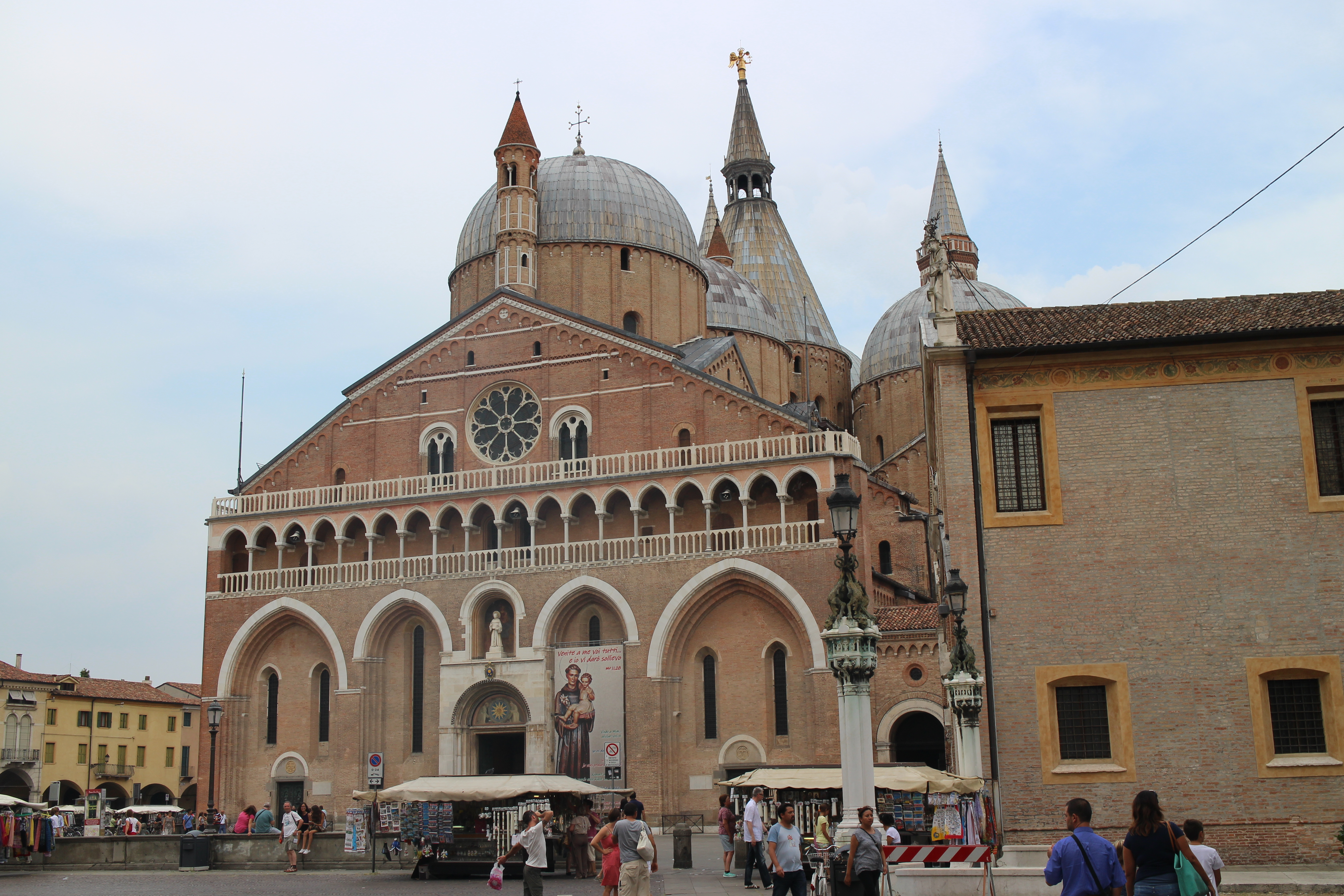
ドゥオーモ

パードヴァのドゥオーモ (duomo di Padova) は、パードヴァの大聖堂で、現在は同じ場所に建てられた3代目である。
313年の「コンスタンティヌスの勅令」後に建てられ、1117年1月3日の地震により崩壊した。ロマネスク様式建築として再建され、洗礼堂ではジュスト・デ・メナブオイのフレスコ画を見ることが出来る。
1551年にはミケランジェロの新しい大聖堂の計画が認可され、その建設作業は1754年まで長引いたが、ファサードは未完成のまま放置されている。